# Leo Leonhard
Leo Leonhard (* 12. Mai 1939 in Leipzig; † 8. Juli 2011 in Bickenbach bei Darmstadt) war ein deutscher Maler und Grafiker.

## Leben
Leonhard wuchs bis zu seiner Flucht 1952 in Ostdeutschland auf. Nach dem Schulbesuch in West-Berlin und Dortmund studierte er zunächst Germanistik an der Universität Marburg. Von 1961 bis 1964 besuchte er die Kunstakademie Düsseldorf mit Schwerpunkt Grafik bei Otto Coester. Nach seinem Staatsexamen 1964 und zunächst freiberuflicher Tätigkeit als Grafiker wurde er Gymnasiallehrer und schließlich als Studiendirektor Ausbilder für Kunsterzieher am Studienseminar Darmstadt. Von 1987 bis 2004 hatte er eine Professur für Zeichnen an der FH Mainz inne.  Außerdem war Leonhard als Maler und Grafiker tätig und schrieb bis 1987 Kinderbücher. Sein erfolgreichstes Buch war Rüssel im Komikland, das 1972 beim Melzer Verlag (Lizenzausgabe Büchergilde Gutenberg) erschien und von dem S. Fischer Verlag 1974 eine Taschenbuch-Ausgabe herausgab. Nach seiner Pensionierung widmete er sich verstärkt der Ölmalerei.
Leonhard war seit 1969 Mitglied der Neuen Darmstädter Sezession, der internationalen Holzschneidervereinigung XYLON und des Vereins für Original-Radierung in München. Das Büchnerhaus in Goddelau besitzt neun großformatige Kreidezeichnungen von Leonhard, die sich mit Büchners Drama Woyzeck auseinandersetzen.
Leonhard lebte und arbeitete in Bickenbach an der Bergstraße.

## Schriften
- Rüssel im Komikland, mit einem Text von Otto Jägersberg, Melzer Verlag, Darmstadt, 1972
- Bärlamms Verwandlung – Eine ganz unmögliche wahre Begebenheit, Bertelsmann München, 1976, ISBN 3-570-07649-0 (Neuauflage 1989)
- Leben und Traum mit Schellenfusz. Flabby Jacks fantastische Abenteuer, bei Fischer Taschenbuch, Frankfurt am Main, 1977, ISBN 3-436-02410-4.
- Werkverzeichnis der Radierungen 1982–1995 und der Holzschnitte 1962–1995. Mit Beiträgen von Dorit Marhenke und H.-J. Imiela. Kunstverein Darmstadt, 1995
- Hessische Beiträge zur deutschen Literatur: Künstlertagebuch zu Dantons Tod, Zeichnungen – Radierungen – Tagebuch. Gesellschaft Hessischer Literaturfreunde, 1995, ISBN 3-7929-0221-4.

## Auszeichnungen
- Preisträger auf der „Internationalen Grafik-Biennale“ in Krakau (1970, 1972)
- Preisträger bei „Die 50 schönsten Bücher“ (1977)
- 1. Preisträger auf der „Internationalen Grafik-Biennale“ Miami (1982)
- Gewinner des „Georg-Christof-Lichtenberg-Preises“ des Landkreises Darmstadt-Dieburg (1982)
- Gewinner des „Wayne sessions Memorial Award for Excellence“ auf der 6. „Internationalen Grafik-Biennale“ Miami (1984)